# Hegemona (luna)
Hegemona (grško Hγεμόνη: Hegémone) je Jupitrov naravni satelit (luna). Spada med  nepravilne lune z retrogradnim gibanjem. Je članica Pasifajine skupine Jupitrovih lun, ki krožijo okoli Jupitra v razdalji od 22,8 do 24,1 Gm in imajo naklon tira med 144,5°  in 158,3 °.  
Luno Hegemono je leta 2001 odkrila skupina astronomov, ki jo je vodil Scott S. Sheppard z Univerze Havajev.  Prvotno so jo označili kot S/2003 J  8. Znana je tudi kot Jupiter XXXIX. 
Ime je dobila po hariti Hegemoni  iz grške mitologije. Uradno ime je dobila šele 30. marca 2005.
Luna Hegemona ima premer okoli 4 km in obkroža Jupiter v povprečni razdalji 23,947.000  km. Obkroži ga v  739  dneh  in 14  urah in 24 minutah po tirnici, ki ima naklon tira okoli 153 ° glede na ekliptiko oziroma 151 °  na ekvator Jupitra. 
Njena gostota je ocenjena na 2,6 g/cm3, kar kaže, da je sestavljena iz kamnin. 
Luna izgleda zelo temna, ima odbojnost 0,04. 
Njen navidezni sij je 22,9 m.